# Autostrada A100 (Niemcy)
Autostrada A100 (niem. Bundesautobahn 100 (BAB 100) także Autobahn 100 (A100)) – autostrada w Niemczech prowadząca w całości po terenie Berlina i jest autostradową obwodnicą śródmieścia.
Autostrada zwana jest również Berliner Stadtring lub Stadtautobahn.
Kolejne odcinki drogi powstawały od 1958 r. Pierwszym był fragment pomiędzy węzłami Kurfürstendamm – Hohenzollerndamm. Obecnie prowadzona jest rozbudowa południowego fragmentu drogi, który do 2022 r. ma osiągnąć Frankfurter Allee.